# تونی‌ویل (کالیفرنیا)
تونی‌ویل (به انگلیسی: Tonyville) یک منطقهٔ مسکونی در ایالات متحده آمریکا است که در شهرستان تولار، کالیفرنیا واقع شده‌است. تونی‌ویل ۰٫۱۳۱ کیلومتر مربع مساحت و ۳۱۶ نفر جمعیت دارد و ۱۱۰٫۰۳ متر بالاتر از سطح دریا واقع شده‌است.